# Marche (rivière)
Pour les articles homonymes, voir Marche.
La Marche (ou Marge) est une rivière franco-belge, affluent en rive droite de la Chiers et faisant donc partie du bassin versant de la Meuse. Elle coule dans le département des Ardennes, en nouvelle région Grand-Est et le Sud de la province de Luxembourg.

## Géographie
De 18,5 km de longueur[réf. nécessaire], dont 15,9 km en France, la Marche naît dans le bois du Banel, à la frontière franco-belge, entre Florenville en Belgique et Mogues en France, sur la commune de Williers, à 279 m d'altitude. 
Elle se dirige d'abord vers le sud-est, formant frontière entre les deux pays, puis fait une incursion en Belgique, où son volume est augmenté des eaux du Williers et de la Mouline, le ruisseau qui traverse (largement en souterrain) le site de l'abbaye d'Orval. Arrivée au tiers de son parcours, elle s'infléchit à 90° et adopte la direction du sud-ouest pénétrant ainsi définitivement en territoire français. 
Elle maintient globalement cette orientation jusqu'à son confluent avec la Chiers à l'ouest de la commune de Margut, à 167 m d'altitude, donc en face et à l'est de La Ferté-sur-Chiers situé un peu en amont de Carignan.

### Communes et cantons traversées
En France, dans le seul département des Ardennes, la Marche traverse les sept communes suivantes de l'amont vers l'aval, de Williers (source), Puilly-et-Charbeaux, Margny, Sapogne-sur-Marche, Auflance, Moiry, Margut (confluence).
Soit en termes de canton, le ruisseau la Marche[pas clair] prend source et conflue dans le même canton de Carignan dans l'arrondissement de Sedan.
En Belgique, elle traverse le hameau de Chameleux et baigne le village de Villers-devant-Orval qui font partie de la commune de Florenville, dans la province du Luxembourg.

## Hydronymie
La Marche s’est d’abord appelée la Marge, ce qui permet de restituer un thème marg- (cf. latin margo « frontière »), d’une racine germanique marka « frontière » mais aussi (« signe de démarcation de la frontière »). La racine germanique est issu de l'indo-européen commun *mark (« limite ») dont dérive le latin margo (« bord ») qui a donné marge en français.

### Toponymes
Le ruisseau de la Marche a donné son nom à la commune de Sapogne-sur-Marche (Ardennes) et probablement à Margut.

### Bassin versant
La Marche traverse en France une seule zone hydrographique, La Marche (B462), de 72 km2 de superficie. Ce bassin versant est constitué à 77,52 % de « territoires agricoles », à 20,88 % de « forêts et milieux semi-naturels », à 1,24 % de « territoires artificialisés ».

### Organisme gestionnaire
L'organisme gestionnaire est le SIAC ou syndicat intercommunal d'Aménagement de la Chiers et de ses affluents, sis à Longuyon.

## Affluents
Le ruisseau la Marche a sept affluents référencés :
- le ruisseau des Couvées (rg), 5,2 km sur les deux communes de Breux et Margny, avec un affluent :
  - le ruisseau de Chelvaux (rg), 1,9 km sur les trois communes de Breux, Herbeuval et Margny ;
- le ruisseau d'Herbeuval (rg), 2,9 km sur les deux communes d'Herbeuval (source) et Margny (confluence) ;
- le ruisseau de la Fontaine des Loups (rg), 3,2 km sur les trois communes de Signy-Montlibert, Sapogne-sur-Marche, et Auflance ;
- le ruisseau le Pâquis (rd), 7,9 km sur les trois communes de Puilly-et-Charbeaux, Tremblois-lès-Carignan (source), Auflance confluence) avec deux affluents :
  - le ruisseau du Vieux Moulin (rg), 7,9 km sur les deux communes de Tremblois-lès-Carignan et Mogues,
  - le ruisseau la Coquette ou ruisseau du fond de la Rosière (rg), 3,6 km sur les trois communes de Puilly-et-Charbeaux, Mogues (source), Auflance (confluence) ;
- le ruisseau des Prés de Pure (rd), 3,5 km sur les quatre communes de Puilly-et-Charbeaux, Moiry (source), Fromy, Auflance (confluence) ;
- le ruisseau la Carité (rg), 4,2 km sur les deux communes de Signy-Montlibert (source) et Margut (confluence) ;
- le ruisseau la Culée (rd), 4,2 km sur les deux communes de Mogues (source) et Williers (confluence), avec un affluent :
  - le ruisseau des Fourchettes (rd), 1,4 km sur les deux communes de Mogues (source) et Williers (confluence).

Donc son rang de Strahler est de trois.

## Hydrologie

### La Marche à Margut
La Marche est certes une petite rivière, mais elle est abondante. Son module vaut, au confluent de la Chiers, 2,29 m3/s pour un bassin versant de 154 km2. 

### Lame d'eau et débit spécifique
La lame d'eau écoulée dans le bassin est de 469 millimètres par an, ce qui est élevé, nettement supérieur à celle de la moyenne de la France tous bassins confondus (320 millimètres par an), et même supérieur à celle de la moyenne du bassin français de la Meuse pourtant assez élevée (450 millimètres par an à Chooz, près de la frontière). Son débit spécifique ou Qsp se monte dès lors à un solide 14,87 litres par seconde et par kilomètre carré de bassin.

## Aménagements et écologie

### Qualité de l'eau - Pêche
En France, la Marche est classée comme cours d'eau de première catégorie sur la totalité de son parcours. C'est donc ce que l'on appelle une rivière à truites.
En 2006, l'Agence de l'Eau Rhin-Meuse attribuait à l'eau de la Marche, analysée au niveau de Sapogne-sur-Marche, la qualité de "bonne", qualification attribuée durant chacune des années de la décennie 1997-2006 (catégorie 1B). On constate en 2006, un peu trop d'ions ammonium (NH4+). Avec 87 % de saturation en oxygène, soit 9,0 milligrammes par litre, l'oxygénation est tout à fait satisfaisante.

## Curiosités - Tourisme

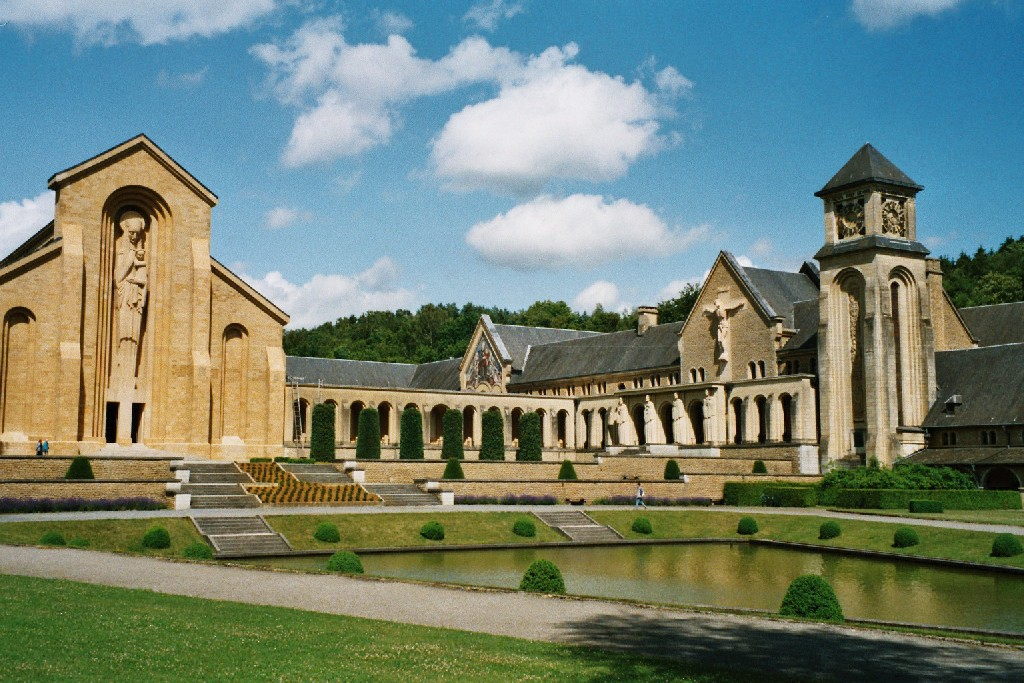
La nouvelle abbaye d'Orval.

La petite vallée de la Marche possède un important patrimoine architectural, surtout religieux (abbaye d'Orval, églises), mais aussi civil. Pour les amateurs de calme et d'air pur, la vallée propose des randonnées dans les nombreux bois qu'elle comporte ainsi que le long des cours d'eau affluents de la rivière.
- Williers : petit village fleuri situé sur un éperon. Ancienne chaussée romaine Reims-Trèves. Belle église du XVIIIe siècle avec retables d'époque. Point de vue sur la vallée de Chameleux en Belgique.
- Abbaye d'Orval à Villers-devant-Orval en province de Luxembourg belge : abbaye trappiste (ordre cistercien de la stricte observance), ruines de l'ancienne abbaye, nouvelle abbatiale construite dans les années 1920/1940. Dégustation de bière et de fromage d'Orval.
- Puilly-et-Charbeaux : église fortifiée Saint-Sébastien de Puilly, avec peintures murales des XVIIe et XVIIIe siècles inscrites aux Monuments Historiques, et superbe maître-autel. Église Saint-Georges de Charbeaux : maître-autel et retable inscrits aux Monuments historiques.
- Margny : Villa gallo-romaine à La Chapelle (occupée du Ier au IIIe siècle). Maison fortifiée du XVIIe siècle, restaurée.
- Sapogne-sur-Marche : le très beau château de Tassigny des XVIe et XVIIe siècles avec ses quatre tours carrées est inscrit aux Monuments Historiques. L'une des tours abrite la chapelle à voûtes ogivales. Église des XVIIe et XVIIIe siècles.
- Auflance : reste d'une maison-forte des XVIe et XVIIe siècles avec tour et souterrains. Importants restes du château (portail, écuries, communs).
- Margut et mont Saint-Walfroy : lieu de pèlerinage, chapelle Saint-Walfroy, sur la colline de même nom. Presbytère du XVIIe et église du XVIIIe.